# Dimitar Zlatanov
Dimitar Zlatanov (bulharsky: Димитър Златанов; * 9. listopadu 1948 Ichtiman) je bývalý bulharský volejbalista. S Bulharskou volejbalovou reprezentací mužů získal stříbro na olympijských hrách v Moskvě roku 1980 a na mistrovství světa v Sofii roku 1970. Působil v klubu CSKA Sofia, s nímž se stal devětkrát mistrem Bulharska a s nímž vyhrál nejprestižnější evropskou klubovou soutěž Pohár mistrů (1969) i druhou nejprestižnější, Pohár vítězů pohárů (1976). Jako jediný Bulhar byl v roce 2007 uveden do síně slávy Mezinárodní volejbalové federace. Vybíral pro ni také, spolu s Andreou Gardinim, 25 nejlepších volejbalistů 20. století. V roce 1981 odešel hrát do Itálie, za klub CUS Torino. Poté zůstal žít v italském Miláně, takže jeho syn, Christo Zlatanov dnes reprezentuje ve volejbale Itálii.